# Machacalis
Machacalis is een gemeente in de Braziliaanse deelstaat Minas Gerais. De gemeente telt 7.069 inwoners (schatting 2009).

## Aangrenzende gemeenten
De gemeente grenst aan Águas Formosas, Bertópolis, Crisólita, Fronteira dos Vales, Santa Helena de Minas en Umburatiba.